# Allium glomeratum
Allium glomeratum är en amaryllisväxtart som beskrevs av Jaroslav Ivanovic Yaroslav Ivanovich Prokhanov. Allium glomeratum ingår i släktet lökar, och familjen amaryllisväxter. Inga underarter finns listade i Catalogue of Life.